# L'oro di Napoli (raccolta di racconti)
L'oro di Napoli è una raccolta di racconti di Giuseppe Marotta, pubblicata nel 1947. 
Dalla raccolta è stato tratto l'omonimo film in sei episodi, diretto da Vittorio De Sica (1954).

## I racconti
Il volume raccoglie trentasei "elzeviri" di Marotta, in precedenza pubblicati sul Corriere della Sera. Le storie ruotano intorno a personaggi che si muovono sullo sfondo della città di Napoli.